# Frank W. Haubold

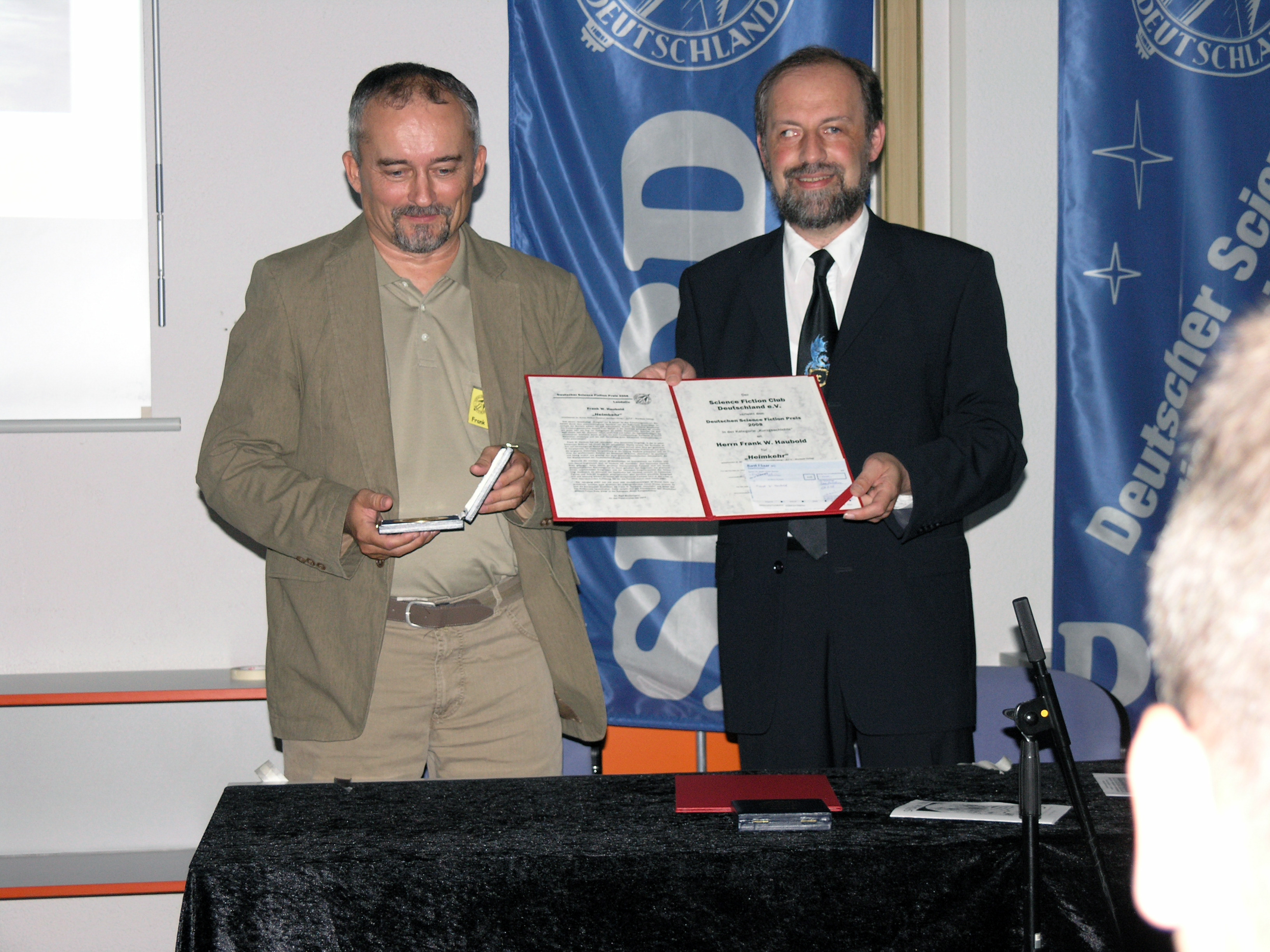
Frank W. Haubold (links) erhält den DSFP 2008

Frank W. Haubold (* 1955 in Frankenberg/Sa.) ist ein deutscher Schriftsteller.

## Leben
Frank W. Haubold wurde 1955 in Frankenberg (Sachsen) geboren. Nach Abitur und Wehrdienst studierte er Informatik und Biophysik in Dresden und Berlin. Seit 1989 schreibt er Romane, Erzählungen und Kurzgeschichten unterschiedlicher Genres (Science-Fiction, Fantasy, Horror, Gegenwart). Zahlreiche Veröffentlichungen in Freie Presse (Chemnitz), Fantasia (Passau), Nova, Phantastisch! (Stolberg), Exodus, Esli (Russland) und anderen Publikationen auch außerhalb der Phantastik-Szene. Für den EDFC Passau gab er bis 2009 fünf Anthologien heraus. 2008 gewann er als erster Autor überhaupt den Deutschen Science Fiction Preis in beiden Kategorien.

## Werke
Buchausgaben
- „Am Ufer der Nacht“ (1997), Roman in Erzählungen, ISBN 3-89501-520-2.
- „Der Tag des silbernen Tieres“ (mit Eddie M. Angerhuber, 1999), EDFC Passau, ISBN 3-932621-20-4. Dreizehn düster-phantastische „Geschichten vom Ende der Welt“. Unter anderem mit der Erzählung „Das Große Rennen“, nominiert für den Deutschen Science Fiction Preis 2000.
- „Das Tor der Träume“ (Phantastische Erzählungen, 2001), EDFC Passau, ISBN 3-932621-44-1. Der Erzählungsband wurde für den Deutschen Phantastik Preis 2002 nominiert, die Erzählung „Odyssee in Rot“ für den Deutschen Science Fiction Preis, die Erzählung „A flor dos sonhos“ ebenfalls für den Deutschen Phantastik Preis.
- „Das Geschenk der Nacht“ (Phantastische Erzählungen, Dezember 2003), EDFC Passau, ISBN 3-932621-65-4. Elf neue phantastische Erzählungen, die zwischen 2001 und 2003 entstanden sind, mit sieben ganzseitigen Illustrationen von Thomas Hofmann.
- „Wolfszeichen“ (Unheimliche Geschichten, September 2007), Edition Lacerta, ISBN 978-3-00-022077-7. Eine Auswahl düster-romantischer Erzählungen aus den Jahren 1997 bis 2007.
- „Die Schatten des Mars“ (Episodenroman, Dezember 2007), EDFC Passau, ISBN 978-3-939914-00-6. Hardcover in limitierter Auflage, exklusiv illustriert von Brita Seifert (Titelbild) und Björn Lensig.
- „Die Sternentänzerin“ (SF-Erzählungen, Dezember 2009), p.machinery, ISBN 978-3-8391-3455-9. Eine Auswahl der besten Science Fiction-Erzählungen aus den Jahren 2005–2009, exklusiv illustriert von Crossvalley Smith (Titelbild) und Evgenij Root.
- „Die Kinder der Schattenstadt“ (Mystery-Thriller, Dezember 2011), BLITZ Windeck, ISBN 978-3-89840-012-1. Taschenbuch (Titelbild: Mark Freier).
- „Götterdämmerung: Die Gänse des Kapitols“ (Space Opera, Mai 2012), Atlantis Stolberg, ISBN 978-3-86402-030-8. Paperback (Titelbild: Timo Kümmel).
- „Götterdämmerung: Das Todes-Labyrinth“ (Space Opera, September 2013), Atlantis Stolberg, ISBN 978-3-86402-121-3. Paperback (Titelbild: Timo Kümmel).
- „Götterdämmerung: Das Licht von Duino“ (Space Opera, August 2015), Atlantis Stolberg, ISBN 978-3-86402-274-6. Paperback (Titelbild: Timo Kümmel).
- "Gesänge der Nacht: Geschichten von Liebe und Tod" (illustrierte Sonderausgabe, Oktober 2018), Begedia Duisburg, ISBN 978-3-95777-114-8 (Hardcover), ISBN 978-3-95777-115-5 (Paperback).
- "Jenseits der Dunkelheit" (Drei Novellen, Oktober 2018), Apex München, ISBN 978-3-7467-6741-3. Paperback (Titelbild: Christian Dröge).
- "Dämonenstadt" (Mystery-Thriller, Januar 2020), Atlantis Stolberg, ISBN 978-3-86402-701-7. Paperback (Titelbild: Timo Kümmel).
- "Das Kalanos-Projekt" (Science Fiction Roman, September 2021), Atlantis Stolberg, ISBN 978-386402-795-6. Hardcover.
- "Imperator" (Science Fiction Roman, Januar 2023), Atlantis Stolberg, ISBN 978-386402-871-7. Hardcover.

Buchausgaben international
- „Seasons of Insanity“ (mit Gill Ainsworth, Dezember 2012), Apex Publications Lexington, KY, ISBN 978-1-937009-08-3. Taschenbuch (Titelbild: Crossvalley Smith).

Herausgeber
- Das schwerste Gewicht (Jahresanthologie 2005, November 2005), EDFC Passau, ISBN 3-932621-79-4. 19 phantastische Geschichten von Autoren aus Bulgarien, Deutschland und Österreich, illustriert von Gabriele Reinecke.
- Die Jenseitsapotheke (Jahresanthologie 2006, Dezember 2006), EDFC Passau, ISBN 3-932621-92-1. 25 phantastische Geschichten von deutschen und internationalen Autoren, illustriert von Gabriele Behrend.
- Das Mirakel (Jahresanthologie 2007, Dezember 2007), EDFC Passau, ISBN 978-3-932621-99-4, illustriert von Thomas Hofmann.
- Die rote Kammer (Jahresanthologie 2008, Dezember 2008), EDFC Passau, ISBN 978-3-939914-07-5, illustriert von Gabriele Behrend.
- Das Experiment (Jahresanthologie 2009), EDFC Passau, ISBN 978-3-939914-12-9, illustriert von Gabriele Behrend.
- Der Traum vom Meer – Geschichten von nahen und fernen Ufern, Projekte-Verlag Halle, 2010, ISBN 978-3-86237-212-6.

Erzählungen
- Brennender Sommer (1993), in „Der Himmel dort oben auf dem Regal“, Chemnitzer Verlag.
- Der Garten der Persephone (2001), in „Reptilienliebe“, Heyne.
- Der Mann auf der Brücke (2001), in „Weihnachtszauber“, Lübbe.
- Leonora (2002), in „Jenseits des Hauses Usher“, Blitz-Verlag.
- Die weißen Schmetterlinge (2003) in NOVA 3, Verlag Nummer 1.
- Die Abaddon-Mission (2004) in „Deus Ex Machina“, Storyolympiade.
- Die Stadt am Fluß (2005) in „Schattenchronik“, Blitz-Verlag.
- Die Legende von Eden (2005) in „Die Legende von Eden“, Shayol-Verlag.
- Das Orakel (2006) in „Plasmasymphonie“, Shayol-Verlag.
- Die Tänzerin (2007) in „Der Moloch“, Shayol-Verlag.
- Heimkehr (2007) in „S.F.X.“, Wurdack-Verlag.
- Die Audienz (2010)  in „Die Audienz“, Wurdack-Verlag.
- Gute Hoffnung (2011) in „Emotio“, Wurdack-Verlag. ISBN 978-3-938065-75-4.
- Das Spiel des Narren. In: Frank G. Gerigk, Petra Hartmann (Hrsg.): Drachen! Drachen! Fiese Essenzen aus dreiundzwanzig Genres. Blitz Verlag, 2012, ISBN 978-3-89840-339-9.
- Das Jenseits der Maschinen. In: Olaf G. Hilscher, Michael K. Iwoleit (Hrsg.) Nova. 20, Nova Verlag, Bad Zwesten 2012, ISSN 1864-2829.
- Feenland, in Exodus 34 (2016), ISSN 1860-675X.
- Die letzte Frage in Spektrum der Wissenschaft 6.2018 (2018), ISSN 0170-2971
- Die beste aller Welten in NOVA 27 (2019), ISSN 1864-2829
- Das Mädchen aus dem Jenseits in NOVA 32, ISSN 1864-2829

## Auszeichnungen und Ehrungen
- 2008 – Deutscher Science Fiction Preis für Die Schatten des Mars als bester Roman
- 2008 – Deutscher Science Fiction Preis für Heimkehr als beste Kurzgeschichte
- 2012 – Kurd-Laßwitz-Preis für Am Ende der Reise als beste deutschsprachige SF-Erzählung